# Panisea apiculata
Panisea apiculata är en orkidéart som beskrevs av John Lindley. Panisea apiculata ingår i släktet Panisea och familjen orkidéer. Inga underarter finns listade i Catalogue of Life.